# Styliola subula
Styliola subula é uma espécie de molusco pertencente à família Creseidae.
A autoridade científica da espécie é Quoy & Gaimard, tendo sido descrita no ano de 1827.
Trata-se de uma espécie presente no território português, incluindo a zona económica exclusiva.